# Daniel Feitosa
Daniel Feitosa de Araújo Monteiro (João Pessoa, 18 de setembro de 1992), mais conhecido como Feitosa, é um jogador de futsal brasileiro que atua como ala no Cerro Largo Futsal e ocasionalmente na Seleção Brasileira de Futsal. 

## Seleção Nacional
Em novembro de 2017, Daniel Feitosa foi convocado para a Seleção Brasileira de Futsal, visando a disputa do Torneio Internacional de Futsal, contra a Seleção Costarriquenha de Futsal. Em sua estreia, marcou o primeiro gol defendendo seu país.

## Títulos
- Campeonato Paranaense de Futsal: 2 títulos
- Campeonato Paraibano de Futsal: 2 títulos
- Taça Brasil de Futsal (2ª divisão): 1 título
- Taça Paraná de Futsal: 1 título
- Liga Paraná de Futsal: 1 título
- Jogos Abertos de Santa Catarina: 1 título
- Gauchão de Futsal Série C: 1 título
- 3º Lugar da Liga Nacional de Futsal

### Artilharias
- 6º na artilharia da Liga Nacional de Futsal de 2016, pelo CAD Guarapuava[4]